# Bathygobius kreftii
Bathygobius kreftii és una espècie de peix de la família dels gòbids i de l'ordre dels perciformes.

## Morfologia
Els mascles poden assolir els 9 cm de longitud total.

## Distribució geogràfica
Es troba a Austràlia: Nova Gal·les del Sud, sud de Queensland i Austràlia Meridional.